# 파르바나 - 아프가니스탄의 눈물
《파르바나 - 아프가니스탄의 눈물》(영어: The Breadwinner)은 2017년 공개된 아일랜드, 캐나다, 룩셈부르크의 애니메이션 영화이다.